# Mauricio Pellegrino
Pour les articles homonymes, voir Pellegrino.
Mauricio Pellegrino, né le 5 octobre 1971 à Leones (es), est un footballeur international argentin reconverti entraîneur.

## Biographie
Après huit saisons en équipe première du Vélez Sarsfield, il rejoint en 1998 le FC Barcelone entraîné par Louis van Gaal.
En 1999, il est recruté par Valence CF où il reste jusqu'en 2005.
En 2005, il devient le premier joueur argentin à évoluer dans le club anglais de Liverpool.
Le 7 mai 2012, il est nommé au poste d'entraîneur du Valence CF et prend officiellement ses fonctions le 1er juillet 2012. Il est démis de ses fonctions le 1er décembre 2012, lors de la 14e journée de Liga, à la suite d'une défaite humiliante sur le score de 2-5 à Mestalla face à la Real Sociedad. Le capitaine David Albelda déclare alors que les joueurs n'étaient pas à la hauteur de Pellegrino. Il est remplacé par Ernesto Valverde.
Au début d'avril 2013, il est nommé entraîneur de l'Estudiantes de La Plata.
En juin 2016, il devient entraîneur du Deportivo Alavés qui vient d'être promu en première division espagnole. Il succède à José Bordalás. Il mène le club en finale de la Coupe d'Espagne. Quelques jours après la finale perdue face au FC Barcelone, il annonce son départ du club.
Le 23 juin 2017, il est nommé entraîneur de Southampton FC, à la suite du limogeage de Claude Puel. Il est renvoyé le 12 mars 2018 alors que l'équipe se classe à la dix-septième place au classement.
Le 2 juin 2018, il est nommé entraîneur du CD Leganés. Après une bonne saison 2018-2019, il est limogé le 21 octobre 2019 alors que Leganés occupe la dernière place du championnat avec seulement deux points en neuf matches.

## Palmarès

### Joueur

#### Avec le CA Vélez Sarsfield
- Vainqueur de la Copa Libertadores en 1994
- Vainqueur de la Coupe intercontinentale en 1994
- Vainqueur de la Supercopa Sudamericana en 1996
- Vainqueur de la Copa Interamericana en 1997
- Vainqueur de la Recopa Sudamericana en 1997
- Vainqueur du Tournoi de clôture en 1993, 1996 et 1988
- Vainqueur du Tournoi d'ouverture en 1995

#### Avec le FC Barcelone
- Champion d'Espagne en 1999

#### Avec Valence CF
- Finaliste de la Ligue des champions en 2000 et 2001
- Vainqueur de la Coupe UEFA en 2004
- Vainqueur de la Supercoupe d'Europe en 2004
- Champion d'Espagne en 2002 et 2004
- Vainqueur de la Supercoupe d'Espagne en 1999

### Entraîneur

#### Avec le Deportivo Alavés
- Finaliste de la Coupe d'Espagne en 2017